# Kamond, Veszprém
Kamond  este un sat în districtul Devecser, județul Veszprém, Ungaria, având o populație de 418 locuitori (2011). 

## Demografie
Componența etnică a satului Kamond
     Maghiari (81,65%)
     Romi (17,32%)
     Germani (1,03%)
Componența confesională a satului Kamond
     Romano-catolici (55,26%)
     Luterani (12,92%)
     Fără religie (6,94%)
     Reformați (4,78%)
     Necunoscută (20,1%)
Conform recensământului din 2011, satul Kamond avea 418 locuitori. Din punct de vedere etnic, majoritatea locuitorilor (81,65%) erau maghiari, existând și minorități de romi (17,32%) și germani (1,03%).  Din punct de vedere confesional, majoritatea locuitorilor (55,26%) erau romano-catolici, existând și minorități de luterani (12,92%), persoane fără religie (6,94%) și reformați (4,78%). Pentru 20,1% din locuitori nu este cunoscută apartenența confesională.